# 리처드 그린 (권투 심판)
리처드 그린(영어: Richard Green, 1937년 ~ 1983년 7월 1일)은 미국의 권투심판이다.
1982년 11월 13일(현지시간) 미국 네바다주 라스베이거스 시저스 팔레스 호텔 특설링에서 이탈리아계 미국인 레이 맨시니와 대한민국 김득구 선수 간 WBA 라이트급 챔피언 결정전 경기에서 심판을 맡은 사람이다. 경기가 끝난 7개월 여 뒤인 1983년 7월 1일 네바다주 노스라스베이거스 자택에서 김득구 선수 사망에 대한 죄책감을 이기지 못하고 스스로 목숨을 끊었다. 공식적인 사인은 총상(gunshot)에 의한 자살로 밝혀졌다.